# Riviera Ligure di Ponente Vermentino Riviera dei Fiori
Il Riviera Ligure di Ponente Vermentino Riviera dei Fiori è un vino DOC la cui produzione è consentita nella provincia di Imperia.

## Caratteristiche organolettiche
- colore: paglierino.
- odore: delicato, caratteristico, fruttato.
- sapore: asciutto, fresco, armonico, delicatamente fruttato.

## Produzione
Provincia, stagione, volume in ettolitri
- nessun dato disponibile